# Kråkmyrens naturreservat
Kråkmyrens naturreservat är ett naturreservat i Norrtälje kommun i Stockholms län.
Området är naturskyddat sedan 2017 och är 40 hektar stort. Reservatet omfattar mindre höjder i väster och norr samt två våtmarker kring bäckar i övrigt. Reservatet består av gammal barrskog med inslag av lövträd.